# Orcamo
Orcamo (Orchamus) è un personaggio presente nel IV Libro de Le metamorfosi del poeta latino Publio Ovidio Nasone. È, nella narrazione di Ovidio, un re achemenide, settimo discendente di Belo e padre di Leucotoe.
La vicenda narrata da Ovidio si avvia con gli amori adulteri tra Venere (Afrodite), la dea compagna di Vulcano (Efesto) questo figlio di Giunone (Hera), e Marte (Ares), il virile dio della guerra. 
Sol (Helios), il dio Sole che tutto vede, scorge il divino adulterio e lo denuncia al figlio di Giunone, il legittimo consorte di Venere il quale, maestro e divino artigiano di ingegno, predispone una rete di lacci per incatenare sul letto i due amanti esibendoli in questo modo all'intero consesso degli dèi e quindi al pubblico ludibrio.
Venere infuriata intende vendicarsi di Sol e, in qualità di divina potenza dell'Amore, lo induce ad appassionarsi perdutamente di Leucotoe, la bellissima vergine figlia di Orcamo e di Eurinome. 
Sol, perdutamente innamorato della figlia di Orcamo e di Eurinome, prende le forme di quest'ultima e si introduce nel talamo di Leucotoe invitando le ancelle ad allontanarsi e quindi, mostrando il suo divino splendore, induce Leucotoe a subire violenza senza protestare. 
La ninfa Clizia, già perdutamente innamorata di Sol, osserva gelosa la vicenda e denuncia al padre Orcomeno la figlia Leucotoe, il quale, per punirla, si decide a seppellirla viva nonostante ella protestasse la subita violenza. 
(Le metamorfosi, IV, 212.213; traduzione di Guido Paduano)